# Eupteryx contaminata
Eupteryx contaminata är en insektsart som beskrevs av Melichar 1896. Eupteryx contaminata ingår i släktet Eupteryx och familjen dvärgstritar. Inga underarter finns listade i Catalogue of Life.